# Shamus Culhane
James "Shamus" Culhane (1908 - 1996) fue un animador, director y productor de cine estadounidense.

## Biografía
Trabajó para numerosos estudios de animación, incluyendo Fleischer Studios, el de Ub Iwerks, Walt Disney Productions y Walter Lantz Studio. Mientras estaba en Disney, fue uno de los principales animadores de Blancanieves y los siete enanitos, trabajando en una de las escenas más famosas de la película: la animación de los enanos marchando al ritmo de la canción "Heigh-Ho". Culhane completó la escena tras seis meses de trabajo junto a sus asistentes.
Tiempo después, Culhane trabajó como director para Lantz, donde hizo el clásico de 1944 del Pájaro Loco, The Barber of Seville. A finales de los años 40, fundó Shamus Culhane Productions, una de las primeras compañías que creaban comerciales animados para televisión.
Shamus Culhane Productions fue cerrada en los años 60, en este tiempo Culhane se transformó en la cabeza del sucesor de Fleischer Studios, Famous Studios. Dejó el estudio en 1967.
Culhane escribió dos libros sobre animación: el texto de guía Animation from Script to Screen, y su autobiografía Talking Animals and Other People. Debido a que Culhane trabajó para un gran número de estudios de animación, su autobiografía entrega una amplia descripción sobre la industria de la animación estadounidense.